# Lucilia shenyangensis
Lucilia shenyangensis este o specie de muște din genul Lucilia, familia Calliphoridae, descrisă de Fan în anul 1965. Conform Catalogue of Life specia Lucilia shenyangensis nu are subspecii cunoscute.